# Der Trödler von Amsterdam
Der Trödler von Amsterdam er en tysk stumfilm fra 1925 instrueret af Victor Janson.

## Medvirkende
- Werner Krauss som Arent Bergh
- Hilde Hildebrand som Susi
- Alf Blütecher som Oliver Morrisson
- Harry Hardt som Ernst
- Diomira Jacobini som Annette Bergh
- Hans Mierendorff
- Anton Pointner som Gilbert